# ハートネットTV
『ハートネットTV』（ハートネット・ティービー）とは、NHK教育テレビジョン（Eテレ）の福祉情報番組。2012年4月2日放送開始。

## 概要
2011年度まで放送されていた『福祉ネットワーク』と、その枠内で放送していた『ハートをつなごう』を統合した福祉情報の帯番組である。様々な社会的問題について、これからの生き方・解決法を福祉の視点から探る。前番組『福祉ネットワーク』後期同様、インターネットやソーシャルメディアを通して、視聴者との意見交換にも熱心である。
2019年3月をもって、木曜日の放送を終了（木曜昼の再放送枠はこれ以降もセレクション放送に充てる形で2021年3月まで続けられた）。次番組は『バリバラ〜障害者情報バラエティー〜』。
適宜解説放送（ステレオ2）、字幕放送（生放送時はリアルタイム字幕放送）実施。

### ゾーン編成化
2023年3月で番組としては終了するが、同年4月からはゾーン名として継続し、各曜日ごとにそれぞれテーマを定め、よりきめの細かい内容の福祉情報・バラエティーを届ける。初回生放送は従来と同じ月-水曜の20:00ｰ20:30だが、再放送の時間が変更になり、放送された同じ週の金-日曜（木-土曜深夜）の0:45ｰ1:15となる。
- 月曜日:福祉関連情報番組「フクチッチ」、「私のリカバリー」を交互放送
- 火曜日:共生社会関連情報番組「虹クロ」、「今君電話」、「眠れぬ夜はAIさんと」のいずれかを放送
- 水曜日:聴覚障碍者向け番組「#ろうなん」（福祉関連情報番組）、「手話で楽しむみんなのテレビ」（NHKテレビのバラエティーやドラマなどに手話通訳のワイプを入れたもの）を交互放送

## 放送日
いずれもEテレ（時間はともにJST）
- 毎週月曜日 - 水曜日　20:00 - 20:30
- 再放送　翌週金曜日 - 日曜日　1:45 - 2:15

## 番組内容

### 現在継続中のシリーズ
私のリカバリー
不定期放送。「リハビリ・介護を生きる」の後継で自身の障害や介護、リハビリなどについて考えていく企画。
2023年度は月曜日に放送され、2024年度は火曜日に放送。
8月31日の夜に
2017年度から開始。生きづらさを感じる10代の声を寄せてもらう企画。2017年度から2019年度まで2学期開始前の8月31日に単独の生放送を行った。2024年の5月に「#5月6日の夜。」にという派生番組をNHKラジオで放送。
手話で楽しむみんなのテレビ
不定期放送。NHKの人気番組（「おはなしのくに」「サンドのお風呂いただきます」など）に、聴覚障害の有無にかかわらず楽しめる工夫(単なる通訳にとどまらず、音楽表現、時には手話俳優による演技など)をして放送するもの。製作過程は「ろうを生きる 難聴を生きる」で紹介されることもある。2022年度から単独番組として放送される。
フクチッチ
2022年の年明けから開始。福祉の知識を一から学ぶ企画。月曜日の不定期放送
#ろうなん〜ろうを生きる 難聴を生きる〜
2022年度から開始。2021年度まで土曜日に放送されていた『ろうを生きる 難聴を生きる』を引き継ぎ、ろう者・難聴者を対象とした話題を送る。水曜日の不定期放送。
あがるアート
バリフリ・タウン

### 終了したシリーズ
カキコミ!深層リサーチ
2012年度に放送されていたシリーズで、主に女性を対象としていた。毎月、放送のおよそ1か月前に番組でとりあげるテーマを決め、番組特設の掲示板「カキコミ板」にて視聴者からの意見を募集。それらの声を基に進行役・各回ゲストらが討議を繰り広げる。
シリーズ・貧困拡大社会
毎月第4週の火曜日に放送されていた。近年、拡大傾向にある日本の貧困について、貧困に陥った人々や支援活動の密着ルポを交えながら、その実態と解決の道筋を探る。
未来へのアクション
毎月もしくは隔月で放送されていた。いわゆる社会起業家らに焦点を当てたシリーズで、国や行政では解決できない社会問題に、身近な視点で取り組む人たちを取材し、その問題克服のために何をなすべきかを考える。
Our Voices（アワー ボイス）
毎月もしくは隔月で放送されていた。前番組『ハートをつなごう』のコンセプトを引き継いだシリーズで、毎回テーマを決め、様々な“生きづらさ”を抱えた人たちが自分自身の言葉でその思いを語り合う座談会。
福マガ
毎月最終週の水曜日に放送されていた。当月の最新の福祉ニュースやトピックの裏側を解説し、独自の視点で読み解く。
ハートnet Beyond
2013年度に放送されていたシリーズ。過去に放送したものの中で、特に反響の大きかった特集を毎回いくつかピックアップし、ネットに集まった視聴者の声を基にウェブ上で「企画会議」を開き、追加取材を交えながらそれらの声に応えてゆく。
ブレイクスルー
2014年度から開始したシリーズで、毎週月曜日に放送。様々な困難や絶望的な状況に直面しながらも、その壁を破り前に進もうとする人たちを見つめることで、生きづらさを抱える人々が壁を打ち破るヒントを探る。
WEB連動企画“チエノバ”
2014年度から開始したシリーズ。番組ホームページに届いた視聴者からの声を紹介し、それを「道しるべ」や「知恵」に変えながら、悩みや心配、興味・関心について考え、応える企画。
被災地の福祉はいま
2011年3月11日に発生した東北地方太平洋沖地震と福島第一原子力発電所事故により、多くの被災者が避難生活や転居を余儀なくされた。それまでの地域の繋がりが絶たれ、現在深刻な状況に直面している「被災地の福祉」をどうするかを探る。
めざせ!いきいき長寿
『公開すこやか長寿』を改題。長生きのための効果的な運動法や最新情報に関する公開収録の模様を放送。全国各地のNHK放送局公開スタジオや公民館・体育館などで収録される。
にっぽんリハビリ応援団
高齢者の病気とリハビリテーションの現場、それを支える医療従事者や家族について取材するシリーズ。
介護百人一首
介護に関する短歌を視聴者から募り、それを百人一首形式で綴る。
B面談義
2017年度から2021年度まで放送したシリーズ。月曜日に放送。千原ジュニアを進行役に、濃すぎるコメンテーター達が福祉関連の話題について赤裸々にトークする。
パラマニア
2019年度から2021年度まで放送されていたシリーズ。月曜日に放送。2021年に開催された東京パラリンピックに合わせてパラリンピック競技をクイズ形式で送る企画。東京パラリンピック終了後も、北京パラリンピック開催前後に『北京パラマニア』として2回限定で復活している。
隣のアライさん
2020年度に放送したシリーズ。さまざまな疾患や障害・特性のある人をクイズ形式で理解する企画。「アライ」（Ally）は同盟、味方という意味である。
リハビリ・介護を生きる
不定期放送。介護する/されることについて、リハビリや介護にどう向き合うかを考えてゆく。2022年度をもって終了し、2023年度から「私のリカバリー」にリニューアル。

## 現在の出演者

### 総合司会
全編VTRとなる回や、後述のコーナーレギュラーが進行を兼ねる回など、出演しない回もある。
- 瀬田宙大（2023年4月 - ）

### コーナーレギュラー
「フクチッチ」
- 風間俊介（俳優。以前は「ブレイクスルー」「パラマニア」進行役）

「#ろうなん〜ろうを生きる 難聴を生きる〜」
- 山内泉（NHKアナウンサー）
- 中山果奈（NHKアナウンサー）

### ナレーター
- 河野多紀（元テレビ静岡アナウンサー。ナレーション全般。前番組『福祉ネットワーク』からの続投）
- 柳沢真由美
- 伊倉一恵
- 鈴木麻里子ほか

## 過去の出演者
※肩書は放送当時のもの。

### 総合司会
- 山田賢治（NHKアナウンサー。開始 - 2017年3月、一部出演のない回あり）
- 中野淳（NHKアナウンサー。2017年4月 - 2023年3月）

### コーナーレギュラー
「ロンドンパラリンピックへの挑戦」
- 秋元才加（女優、当時AKB48メンバー）

「シリーズ・貧困拡大社会」
- 湯浅誠（NPO法人自立生活サポートセンター・もやい事務局次長、反貧困ネットワーク事務局長、法政大学現代福祉学部教授）
- 茂木健一郎（脳科学者、ソニーコンピュータサイエンス研究所シニアリサーチャー。不定期出演）

「未来へのアクション」
- 津田大介（ジャーナリスト）

「Our Voices」
- 石田衣良（作家。前番組『ハートをつなごう』からの続投）
- 杉山文野（トランスジェンダー（FTM）当事者。NPO法人「ハートをつなごう学校」共同代表）
- エリイ（アーティスト集団「Chim↑Pom」メンバー。2012年度のみ出演）
- 坂本美雨（ミュージシャン。ナレーション担当）

「福マガ」
- 宮武剛（福祉ジャーナリスト、目白大学大学院客員教授）
- 森山愛子（演歌歌手）

「ハートnet Beyond」
- 小島慶子（フリーアナウンサー、元TBS。2012年度は「カキコミ!深層リサーチ」進行役）

「新WEB連動企画“チエノバ”」
- 久保純子（フリーアナウンサー、元NHK）
- 荻上チキ（評論家、ニュースサイト「シノドス」編集長。2013年度までは「福マガ」出演）

「ブレイクスルー」
- 安藤桃子（映画監督。-2016年4月）
- AI（歌手。2016年4月-）

「パラマニア」
- 古舘伊知郎（フリーアナウンサー、元テレビ朝日。スペシャルプレゼンターとしてVTRの紹介や実況を行う）

「めざせ!いきいき長寿」
- 山田邦子（タレント。「めざせ!いきいき長寿」進行役）

「介護百人一首」
- 毒蝮三太夫（タレント）
- 小谷あゆみ（フリーアナウンサー、元石川テレビ）

「B面談義」
- 千原ジュニア（お笑い芸人）

「リハビリ・介護を生きる」
- 荒木由美子（タレント）

## スタッフ
- オープニング映像作成：TOCHKA（アートユニット）
- テーマ音楽作曲・演奏：林正樹
- テーマソング：若旦那「Happy Birthday to me」（「ブレイクスルー」コーナー）[4]
- チーフ・プロデューサー：林敦史

その他

## 関連番組
- 社会福祉の時間（1971年4月10日 - 1973年4月2日）
- 福祉の時代（1973年4月9日 - 1984年3月31日）
- あすの福祉（1984年4月6日 - 1996年3月）
- 共に生きる明日（1996年4月4日 - 1999年3月）
- にんげんゆうゆう（2000年4月3日 - 2003年3月27日）
- 福祉ネットワーク（2003年4月7日 - 2012年3月8日）
- ハートをつなごう（2006年4月 - 2012年3月1日）
- バリバラ〜障害者情報バラエティー〜（2012年4月6日 - 2025年3月13日)